# 阿夫圖尼奇
52°1′35″N 31°38′58″E / 52.02639°N 31.64944°E
阿夫圖尼奇（烏克蘭語：Автуничі），是烏克蘭北部的村莊，隸屬切爾尼希夫州的切爾尼希夫區。該村面積2.9平方公里，海拔高度151米，2006年人口357，人口密度每平方公里123.1人。